# Liga Profesional de Túnez 2025-26
La Liga Profesional de Túnez 2025-26 es la 100.ª edición de la Championnat de Ligue Profesionelle 1, la máxima categoría de fútbol de Túnez. La temporada comenzó el 9 de agosto de 2025 y terminará en mayo de 2026. El Espérance Sportive de Tunis es el campeón defensor de la competición.

## Formato
Los 16 equipos participantes compiten en un único grupo. Los clubes juegan todos contra todos a dos vueltas sumando un total de 30 jornadas. Al finalizar la temporada el mejor equipo de la tabla general será proclamado campeón y conseguirá una plaza en la Liga de Campeones de la CAF 2026-27, mientras que el segundo clasificado también obtendrá un lugar en la máxima competición continental africana. Por su parte el tercer clasificado recibirá una plaza en la Copa de Confederación de la CAF 2026-27.
Por otro lado, los últimos dos clasificados de la temporada descenderán a la Ligue Profesionelle 2.

## Equipos participantes
El EGS Gafsa y el US Tataouine fueron los dos equipos descendidos de la Liga Profesional 2023-24.
Por otro lado, dos equipos ascendieron desde la Ligue Profesionelle 2: AS Marsa y JS Kairouan.
| Equipo              | Ciudad      | Estadio                     | Capacidad |
| ------------------- | ----------- | --------------------------- | --------- |
| AS Gabès            | Gabes       | Stade Municipal de Gabes    | 15 000    |
| AS Marsa            | La Marsa    | Stade Abdelaziz Chtioui     | 6000      |
| AS Soliman          | Soliman     | Stade Municipal de Soliman  | 3000      |
| Club Africain       | Radès       | Olímpico de Radès           | 60 000    |
| CA Bizertin         | Bizerte     | 15 de Octubre               | 24 000    |
| CS Sfaxien          | Sfax        | Stade Taïeb Mhiri           | 14 000    |
| ES Métlaoui         | Métlaoui    | Stade Municipal de Métlaoui | 5000      |
| Espérance de Tunis  | Radès       | Olímpico de Radès           | 60 000    |
| Espérance de Zarzis | Zarzis      | Stade Abdessalam Kazouz     | 10 000    |
| Etoile du Sahel     | Sousse      | Olímpico de Sousse          | 28 000    |
| JS El Omrane        | El Omrane   | Complejo Tayeb Ben Ammar    | 2000      |
| JS Kairouan         | Cairuán     | Stade Hamda Laouani         | 25 000    |
| Olympique de Béjà   | Béja        | Olímpico de Béja            | 10 000    |
| Stade Tunisien      | Le Bardo    | Stade Hédi-Enneifer         | 11 000    |
| US Ben Guerdane     | Ben Gardane | 7 de Marzo                  | 10 000    |
| US Monastir         | Monastir    | Stade Mustapha Ben Jannet   | 20 000    |

### Ascensos y descensos
| Pos. | Descendidos de la Ligue Profesionelle 2024-25 |
| ---- | --------------------------------------------- |
| 15.º | EGS Gafsa                                     |
| 16.º | US Tataouine                                  |

| Pos.   | Ascendidos de la Ligue Profesionelle 2 2024-25 |
| ------ | ---------------------------------------------- |
| 1.º GA | AS Marsa                                       |
| 1.º GB | JS Kairouan                                    |

## Desarrollo

### Clasificación
| Pos. | Equipo              | Pts. | PJ | G | E | P | GF | GC | Dif. | Clasificación o descenso 2026-27 |
| ---- | ------------------- | ---- | -- | - | - | - | -- | -- | ---- | -------------------------------- |
| 1    | Espérance de Zarzis | 6    | 2  | 2 | 0 | 0 | 3  | 1  | +2   | Liga de Campeones de la CAF      |
| 2    | Club Africain       | 6    | 2  | 2 | 0 | 0 | 2  | 0  | +2   | Liga de Campeones de la CAF      |
| 3    | Stade Tunisien      | 4    | 2  | 1 | 1 | 0 | 2  | 1  | +1   | Copa Confederación de la CAF     |
| 4    | ES Métlaoui         | 4    | 2  | 1 | 1 | 0 | 1  | 0  | +1   |                                  |
| 5    | JS El Omrane        | 3    | 2  | 1 | 0 | 1 | 3  | 2  | +1   |                                  |
| 6    | US Ben Guerdane     | 3    | 2  | 1 | 0 | 1 | 2  | 1  | +1   |                                  |
| 7    | AS Marsa            | 3    | 2  | 1 | 0 | 1 | 1  | 1  | 0    |                                  |
| 8    | JS Kairouan         | 3    | 2  | 1 | 0 | 1 | 1  | 1  | 0    |                                  |
| 9    | US Monastir         | 2    | 2  | 0 | 2 | 0 | 2  | 2  | 0    |                                  |
| 10   | AS Gabès            | 2    | 2  | 0 | 2 | 0 | 0  | 0  | 0    |                                  |
| 11   | CA Bizertin         | 2    | 2  | 0 | 2 | 0 | 1  | 1  | 0    |                                  |
| 12   | Espérance de Tunis  | 2    | 2  | 0 | 2 | 0 | 1  | 1  | 0    |                                  |
| 13   | CS Sfaxien          | 1    | 2  | 0 | 1 | 1 | 2  | 3  | −1   |                                  |
| 14   | Olympique de Béjà   | 1    | 2  | 0 | 1 | 1 | 0  | 2  | −2   | Descenso a Ligue Profesionelle 2 |
| 15   | AS Soliman          | 0    | 2  | 0 | 0 | 2 | 0  | 2  | −2   | Descenso a Ligue Profesionelle 2 |
| 16   | Étoile du Sahel     | 0    | 2  | 0 | 0 | 2 | 1  | 4  | −3   | Descenso a Ligue Profesionelle 2 |

Actualizado a los partidos jugados el 16 de agosto de 2025.
 Fuente: BeSoccer
Criterios de clasificación: Puntos · Enfrentamientos directos · Diferencia de goles · Goles a favor · Puntos fair-play · Play-off.

### Evolución de la clasificación
| Jornada             | 1  | 2  | 3 | 4 | 5 | 6 | 7 | 8 | 9 | 10 | 11 | 12 | 13 | 14 | 15 | 16 | 17 | 18 | 19 | 20 | 21 | 22 | 23 | 24 | 25 | 26 | 27 | 28 | 29 | 30 |
| Equipo              |    |    |   |   |   |   |   |   |   |    |    |    |    |    |    |    |    |    |    |    |    |    |    |    |    |    |    |    |    |    |
| ------------------- | -- | -- | - | - | - | - | - | - | - | -- | -- | -- | -- | -- | -- | -- | -- | -- | -- | -- | -- | -- | -- | -- | -- | -- | -- | -- | -- | -- |
| Espérance de Zarzis | 3  | 1  |   |   |   |   |   |   |   |    |    |    |    |    |    |    |    |    |    |    |    |    |    |    |    |    |    |    |    |    |
| Club Africain       | 4  | 2  |   |   |   |   |   |   |   |    |    |    |    |    |    |    |    |    |    |    |    |    |    |    |    |    |    |    |    |    |
| Stade Tunisien      | 6  | 3  |   |   |   |   |   |   |   |    |    |    |    |    |    |    |    |    |    |    |    |    |    |    |    |    |    |    |    |    |
| ES Métlaoui         | 10 | 4  |   |   |   |   |   |   |   |    |    |    |    |    |    |    |    |    |    |    |    |    |    |    |    |    |    |    |    |    |
| JS El Omrane        | 1  | 5  |   |   |   |   |   |   |   |    |    |    |    |    |    |    |    |    |    |    |    |    |    |    |    |    |    |    |    |    |
| US Ben Guerdane     | 2  | 6  |   |   |   |   |   |   |   |    |    |    |    |    |    |    |    |    |    |    |    |    |    |    |    |    |    |    |    |    |
| AS Marsa            | 13 | 7  |   |   |   |   |   |   |   |    |    |    |    |    |    |    |    |    |    |    |    |    |    |    |    |    |    |    |    |    |
| JS Kairouan         | 5  | 8  |   |   |   |   |   |   |   |    |    |    |    |    |    |    |    |    |    |    |    |    |    |    |    |    |    |    |    |    |
| US Monastir         | 7  | 9  |   |   |   |   |   |   |   |    |    |    |    |    |    |    |    |    |    |    |    |    |    |    |    |    |    |    |    |    |
| AS Gabès            | 8  | 10 |   |   |   |   |   |   |   |    |    |    |    |    |    |    |    |    |    |    |    |    |    |    |    |    |    |    |    |    |
| CA Bizertin         | 9  | 11 |   |   |   |   |   |   |   |    |    |    |    |    |    |    |    |    |    |    |    |    |    |    |    |    |    |    |    |    |
| Espérance de Tunis  | 11 | 12 |   |   |   |   |   |   |   |    |    |    |    |    |    |    |    |    |    |    |    |    |    |    |    |    |    |    |    |    |
| CS Sfaxien          | 12 | 13 |   |   |   |   |   |   |   |    |    |    |    |    |    |    |    |    |    |    |    |    |    |    |    |    |    |    |    |    |
| Olympique de Béjà   | 16 | 14 |   |   |   |   |   |   |   |    |    |    |    |    |    |    |    |    |    |    |    |    |    |    |    |    |    |    |    |    |
| AS Soliman          | 14 | 15 |   |   |   |   |   |   |   |    |    |    |    |    |    |    |    |    |    |    |    |    |    |    |    |    |    |    |    |    |
| Étoile du Sahel     | 15 | 16 |   |   |   |   |   |   |   |    |    |    |    |    |    |    |    |    |    |    |    |    |    |    |    |    |    |    |    |    |

### Resultados
| Local \ Visitante   | ASG | ASM | ASS | CAF | CAB | CSS | ESM | ESS | EST | ESZ | JSK | JSO | OBE | STU | USB | USM |
| ------------------- | --- | --- | --- | --- | --- | --- | --- | --- | --- | --- | --- | --- | --- | --- | --- | --- |
| AS Gabès            | —   |     |     |     |     |     |     |     | 0–0 |     |     |     |     |     |     |     |
| AS Marsa            |     | —   |     |     |     |     |     |     |     |     |     |     |     |     | 1–0 |     |
| AS Soliman          |     |     | —   |     |     |     | 0–1 |     |     |     |     |     |     |     |     |     |
| Club Africain       |     | 1–0 |     | —   |     |     |     |     |     |     |     |     |     |     |     |     |
| CA Bizertin         |     |     |     |     | —   | 1–1 |     |     |     |     |     |     |     |     |     |     |
| CS Sfaxien          |     |     |     |     |     | —   |     |     |     | 1–2 |     |     |     |     |     |     |
| ES Métlaoui         |     |     |     |     | 0–0 |     | —   |     |     |     |     |     |     |     |     |     |
| Étoile du Sahel     |     |     |     | 0–1 |     |     |     | —   |     |     |     |     |     |     |     |     |
| Espérance de Tunis  |     |     |     |     |     |     |     |     | —   |     |     |     |     |     |     | 1–1 |
| Espérance de Zarzis |     |     |     |     |     |     |     |     |     | —   |     | 1–0 |     |     |     |     |
| JS Kairouan         |     |     | 1–0 |     |     |     |     |     |     |     | —   |     |     |     |     |     |
| JS El Omrane        |     |     |     |     |     |     |     | 3–1 |     |     |     | —   |     |     |     |     |
| Olympique de Béjà   | 0–0 |     |     |     |     |     |     |     |     |     |     |     | —   |     |     |     |
| Stade Tunisien      |     |     |     |     |     |     |     |     |     |     | 1–0 |     |     | —   |     |     |
| US Ben Guerdane     |     |     |     |     |     |     |     |     |     |     |     |     | 2–0 |     | —   |     |
| US Monastir         |     |     |     |     |     |     |     |     |     |     |     |     |     | 1–1 |     | —   |